# Альбано-Лаціале
Альбано-Лаціале (італ. Albano Laziale, вен. Albano Laziale) — муніципалітет в Італії, у регіоні Лаціо,  метрополійне місто Рим-Столиця.
Альбано-Лаціале розташоване на відстані близько 24 км на південний схід від Рима.
Населення — 41 708 осіб (2014).

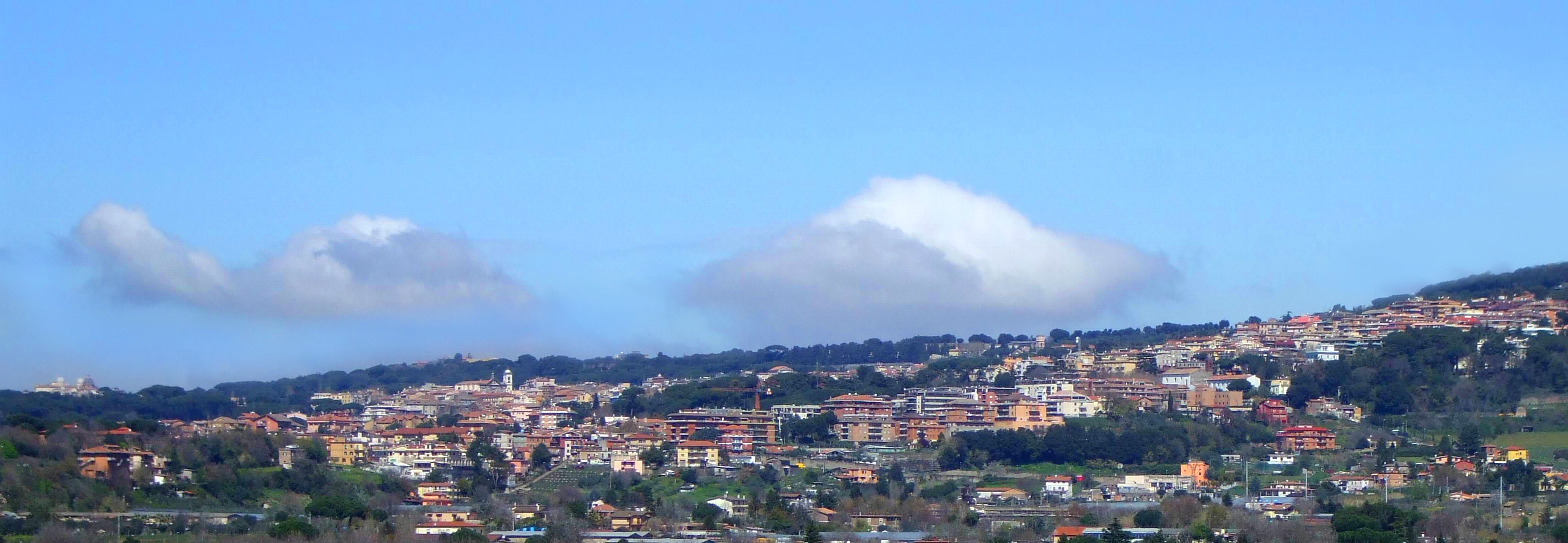

Щорічний фестиваль відбувається 12 травня. Покровитель — San Pancrazio martire.

## Демографія
Населення за роками:

Станом на 1 січня 2023 року в муніципалітеті офіційно проживали 3493 іноземці з 94 країн, серед них 2018 громадян країн Євросоюзу та 140 громадян України.

## Клімат
| Місяці               | Місяці | Місяці | Місяці | Місяці  | Місяці  | Місяці | Місяці  | Місяці | Місяці | Місяці | Місяці | Місяці | Пора  | Пора  | Пора | Пора  | Рік   |
| Місяці               | Січ    | Лют    | Бер    | Кві     | Тра     | Чер    | Лип     | Сер    | Вер    | Жов    | Лис    | Гру    | Зим   | Вес   | Літ  | Осі   | Рік   |
| -------------------- | ------ | ------ | ------ | ------- | ------- | ------ | ------- | ------ | ------ | ------ | ------ | ------ | ----- | ----- | ---- | ----- | ----- |
| Темп. макс. (°C)     | 11.8   | 12.4   | 14.3   | 19.5    | 21.4    | 25.4   | 29.1    | 28.3   | 23.7   | 20.1   | 13.8   | 10.8   | 11.7  | 18.4  | 27.6 | 19.2  | 19.2  |
| Темп. сер. (°C)      | 4.6    | 5.1    | 5.5    | 8.4     | 10.8    | 13.7   | 15.6    | 16.2   | 12.4   | 9.9    | 5.4    | 2.8    | 4.2   | 8.2   | 15.2 | 9.2   | 9.2   |
| Темп. мін. (°C)      | 8.0    | 8.4    | 9.4    | 13.5    | 15.7    | 19.2   | 22.1    | 21.8   | 17.1   | 13.9   | 9.0    | 6.3    | 7.6   | 12.9  | 21   | 13.3  | 13.7  |
| Опади (мм)           | 60.5   | 177.8  | 111.5  | 53.3    | 66.8    | 20.1   | 1.0     | 21.6   | 42.4   | 61.5   | 78.2   | 61.5   | 299.8 | 231.6 | 42.7 | 182.1 | 756.2 |
| Роза вітрів (Вузлів) | SE 4.7 | SE 5.5 | E 5.0  | ESE 3.6 | WNW 4.1 | SE 3.9 | WNW 4.4 | SE 4.6 | SE 4.2 | SE 3.3 | SE 4.2 | N 5.3  | 5.2   | 4.2   | 4.3  | 3.9   | 4.4   |

## Уродженці
- Інокентій I (378—417) — сороковий папа Римський (21 грудня 401—12 березня 417)
- Сімоне Пепе (* 1983) — відомий італійський футболіст, фланговий півзахисник
- Вітторія Кальдоні (1805 — після 1876) — відома італійська натурниця, дружина художника Григорія Лапченка.

## Сусідні муніципалітети
- Ардеа
- Аричча
- Кастель-Гандольфо
- Рокка-ді-Папа
- Рим